# 雷基夫 (斯特雷區)
48°54′22″N 23°21′5″E / 48.90611°N 23.35139°E
雷基夫（烏克蘭語：Риків）是烏克蘭的村落，位於該國西部利沃夫州，由斯特雷區科焦瓦市鎮負責管轄，始建於1608年，面積0.64平方公里，海拔高度652米，2001年人口346，人口密度每平方公里540.63人。